# Ricardo Moreno Abad
Ricardo Enrique Moreno Abad (Logroño, España, 6 de abril de 1966) es un exfutbolista español que se desempeñaba como defensa y actualmente es el segundo entrenador en la UD Logroñés de la Primera División RFEF.

## Trayectoria

### Como jugador
Moreno se formó en las canteras del desaparecido C.At. Riojano y la S.D. Loyola, debutando con el primer equipo de este último club en la temporada 83-84.
En verano de 1984 Moreno se incorporó a la disciplina del C.D. Logroñés, jugando en el C.D. Logroñés Promesas (Regional). Tras debutar con el primer equipo en la edición de la temporada 85-86 de la Copa del Rey fue cedido al C.D. Arnedo (3ª División). A su regreso, Moreno volvió a jugar con el filial riojano logrando el ascenso a 3ª División tras proclamarse campeones de la Regional Preferente de La Rioja. En el curso 87-88 Moreno volvió a ser cedido al C.D. Arnedo, que debutaba en 2ªB, donde disputó 36 encuentros y anotó 3 goles.
A su regreso a Las Gaunas, el defensa riojano pasó a formar parte definitiva de la plantilla del C.D. Logroñés (1ª División). Tras dos primera temporadas donde apenas tuvo protagonismo (4 encuentros disputados), en la temporada 90-91 David Vidal le otorgó el papel de titular disputando 32 encuentros. En las siguientes tres temporadas Moreno volvió a ocupar un puesto secundario disputando 51 partidos.
En verano de 1994 Moreno fichó por el Deportivo Alavés 2ªB, donde logró el ascenso a 2ª División en su primera temporada y rozó la promoción de ascenso en el siguiente curso.
En verano de 1996 el defensa riojano regresó a la 2ªB para firmar por el C.D. Numancia. En su primera temporada logró el ascenso a 2ª División, mientras que en la segunda el equipo logró la permanencia.
En 1998 Moreno dejó el fútbol profesional para finalizar su carrera en equipos modestos de Logroño como el C.D. Berceo (98-00) y C.D. Recreación de La Rioja (00-01).

### Como entrenador
Tras su retirada siguió vinculado con el C.D. Recreación de La Rioja como su presidente, viéndose denunciado junto al club por su antiguo equipo, el C.D. Logroñés, tras el cambio de denominación a Logroñés C.F..
Tras su salida del  Lorgoñés C.F. ha trabajado en diversos equipos de La Rioja dentro del fútbol-base. 
En la temporada 2017-18, fue 2º entrenador del equipo de Juvenil Nacional del C.At. Osasuna, donde se proclamó campeón de liga. 
En febrero de 2019, firma como 2º entrenador en la S.D. Logroñés  de la 3ª División, a las órdenes de Albert Aguilá.
En diciembre de 2021, se incorpora como segundo entrenador de Albert Aguilá en la Unión Deportiva Logroñés "B" de la Segunda División RFEF.
El 4 de abril de 2022, se convierte en segundo entrenador en la UD Logroñés de la Primera División RFEF, al coger Albert Aguilá las riendas del primer equipo.

## Clubes

### Como jugador
| Club                        | País   | Año       |
| --------------------------- | ------ | --------- |
| S.D. Loyola                 | España | 1983-1984 |
| C.D. Logroñés Promesas      | España | 1984-1985 |
| C.D. Arnedo                 | España | 1985-1986 |
| C.D. Logroñés Promesas      | España | 1986-1987 |
| C.D. Arnedo                 | España | 1987-1988 |
| C.D. Logroñés               | España | 1988-1994 |
| Deportivo Alavés            | España | 1994-1996 |
| C.D. Numancia               | España | 1996-1998 |
| C.D. Berceo                 | España | 1998-2000 |
| C.D. Recreación de La Rioja | España | 2000-2001 |

## Como entrenador
| Club                                         | País   | Año             |
| -------------------------------------------- | ------ | --------------- |
| SD Logroñes (2º Entrenador)                  | España | 2019-2021       |
| Unión Deportiva Logroñés "B" (2º Entrenador) | España | 2021-2022       |
| Unión Deportiva Logroñés (2º Entrenador)     | España | 2022-Actualidad |

## Curiosidades
Pertenece al equipo C.D. Logroñés Veteranos, donde ejerce también la labor de vocal.